# Александр Дуглас-Г'юм
Сер Александр (Алек) Дуглас-Г'юм (англ. Sir Alexander (Alec) Douglas-Home, 2 липня 1903 — 9 жовтня 1995) — шотландський аристократ, прем'єр-міністр Великої Британії з 1963 до 1964 року (рік без одного дня), від Консервативної партії Великої Британії. Прізвище і графський титул його родини (Home), усупереч загальним правилам англійської орфографії, вимовляються як Г'юм. Кавалер шотландського ордена Будяка (що надало йому право після відмови від графського титулу на префікс сер).

## Біографія
Закінчив Ітонську школу і коледж Крайст Черч Оксфордського університету (1925).
У молодості був професійним гравцем у крикет (тоді був відомий під титулом «лорд Данглас», до смерті батька), виступав навіть за збірну. У 1934 році був вперше обраний до Палати громад, засідав там з перервами до 1951 року, завжди як консерватор. У 1960—1963 та 1970—1974 роках — міністр закордонних справ Великої Британії.
Г'юм був першим прем'єр-міністром Великої Британії, хто народився у XX столітті й останнім членом Палати лордів, призначеним на пост глави уряду (і взагалі останнім прем'єром, що походив з аристократичного роду). Він також був останнім прем'єр-міністром, чию кандидатуру обрав особисто монарх (королева Єлизавета II). У 1965 році Дуглас-Г'юм вже як лідер опозиції провів реформу, в результаті якої було впорядковано процедуру обрання лідера Консервативної партії. З тих пір британський монарх фактично втратив можливість впливати на призначення прем'єр-міністра. Очоливши уряд, Дуглас-Г'юм відмовився від свого перського титулу 14-го графа Г'юма (англ. 14th Earl of Home), який отримав по смерті батька у 1951 році, й був переобраний до Палати громад як депутат (єдиний такий випадок за всю історію парламенту).
Прем'єрство Г'юма виявилось досить коротким; зайнявши свій пост у зв'язку з несподіваною хворобою Гарольда Макміллана (яку через хибний діагноз вважали смертельною), він пішов наступного року, програвши вибори лейбористам на чолі з Гарольдом Вільсоном. Кабінет Г'юма, як і попередній, відчув на собі наслідки скандальної справи Проф'юмо; перевага лейбористів, утім, була незначною. Потім він провів внутрішню реформу партії, підтримав обрання новим лідером консерваторів Едварда Хіта й надалі був до нього лояльним; у його кабінеті у 1970 році знову отримав портфель міністра закордонних справ.
З 1974 року Дуглас-Г'юм повернувся до Палати лордів, але вже як довічний пер з титулом барона Герсела (англ. Baron Home of the Hirsel). Після смерті сера Алека у 1995 році його син Девід став спадковим пером (15-м графом Г'юмом) і сам зайняв місце у Палаті лордів, яке зберіг і після парламентської реформи.